# عبد الله بن جدعان
عبد الله بن جُدْعان التيمي القرشي الكناني هو أحد سادات قريش وسيد جميع كنانة في حرب الفجار ضد قيس عيلان، وكان معروف عنه الكرم والجود. وكان في مطلع شبابه صعلوكاً يسلب الأغنياء لأجل إطعام الفقراء، وهو ماجعله في صدام مع أسياد مكة الاثرياء في بداية أمره.

## نسبه
- هو: عبد الله بن جُدْعان -بضم الجيم- بن عمرو بن كعب بن سعد بن تيم بن مرة بن كعب بن لؤي بن غالب بن فهر بن مالك بن قريش بن كنانة بن خزيمة بن مدركة بن إلياس بن مضر بن نزار بن معد بن عدنان. وهو ابن عم أبو قحافة والد أبي بكر الصديق.
- أمه هي: سعدى بنت عويج بن سعد بن جمح بن عمرو بن هصيص بن كعب بن لؤي القرشية الكنانية.[1]

## كرمه
كان من الكرماء الأجواد في الجاهلية، المطعمين للمسنتين، جهز ألفا من بني كنانة في حرب الفجار ، وكان في بدء أمره فقيرا مملقا، وكان شريرا يكثر من الجنايات حتى أبغضه قومه وعشيرته وأهله وقبيلته، وأبغضوه حتى أبوه، فخرج ذات يوم في شعاب مكة حائرا بائرا، فرأى شقا في جبل فظن أن يكون به شيئا يؤذي، فقصده لعله يموت فيستريح مما هو فيه.
فلما اقترب منه إذا ثعبان يخرج إليه ويثب عليه، فجعل يحيد عنه ويثب فلا يغني شيئا، فلما دنا منه إذا هو من ذهب وله عينان هما ياقوتتان، فكسره وأخذه ودخل الغار، فإذا فيه قبور لرجال من ملوك جرهم، ومنهم الحارث بن مضاض الذي طالت غيبته فلا يدرى أين ذهب، ووجد عند رؤسهم لوحا من ذهب فيه تاريخ وفاتهم، ومدد ولايتهم، وإذا عندهم من الجواهر واللآلئ والذهب والفضة شيء كثير.
فأخذ منه حاجته، ثم خرج وعلم باب الغار، ثم انصرف إلى قومه، فأعطاهم حتى أحبوه، وسادهم وجعل يطعم الناس، وكلما قل ما في يده ذهب إلى ذلك الغار فأخذ حاجته، ثم رجع. فممن ذكر هذا عبد الملك بن هشام في كتاب (التيجان) وذكره أحمد بن عمار في كتاب (ري العاطش وأنس الواحش) وكانت له جفنة يأكل منها الراكب على بعيره، ووقع فيها صغير فغرق.
وذكر ابن قتيبة وغيره أن رسول الله قال:
« لقد كنت أستظل بظل جفنة عبد الله بن جُدْعان صكة عُمِيٍّ ».
أي: وقت الظهيرة.
وفي حديث مقتل أبي جهل أن رسول الله قال لأصحابه:
« تطلبوه بين القتلى وتعرفوه بشجة في ركبته، فإني تزاحمت أنا وهو على مأدبة لابن جدعان فدفعته فسقط على ركبته فانهشمت، فأثرها باق في ركبته » فوجدوه كذلك.
وذكروا أنه كان يطعم التمر والسويق، ويسقي اللبن، حتى سمع قول أمية بن أبي الصلت:
ولقد رأيت الفاعلين وفعلهم * فرأيت أكرمهم بني الديان
البر يلبك بالشهاد طعامهم * لا ما يعللنا بنو جدعان
فأرسل ابن جدعان إلى الشام ألفي بعير وعادت تحمل البر والشهد والسمن، وجعل مناديا ينادي كل ليلة على ظهر الكعبة أن هلموا إلى جفنة ابن جدعان، فقال أمية في ذلك:
له داع بمكة مشمعل * وآخر فوق كعبتها ينادي
إلى ردح من الشيزي ملاءٍ * لباب البر يلبك بالشهاد
ومع هذا كله فقد ثبت في الصحيح لمسلم أن عائشة قالت: يا رسول الله إن ابن جُدْعان كان يطعم الطعام، ويقري الضيف، فهل ينفعه ذلك يوم القيامة؟
فقال: « لا إنه لم يقل يوما رب اغفر لي خطيئتي يوم الدين ».